# Hårklippning

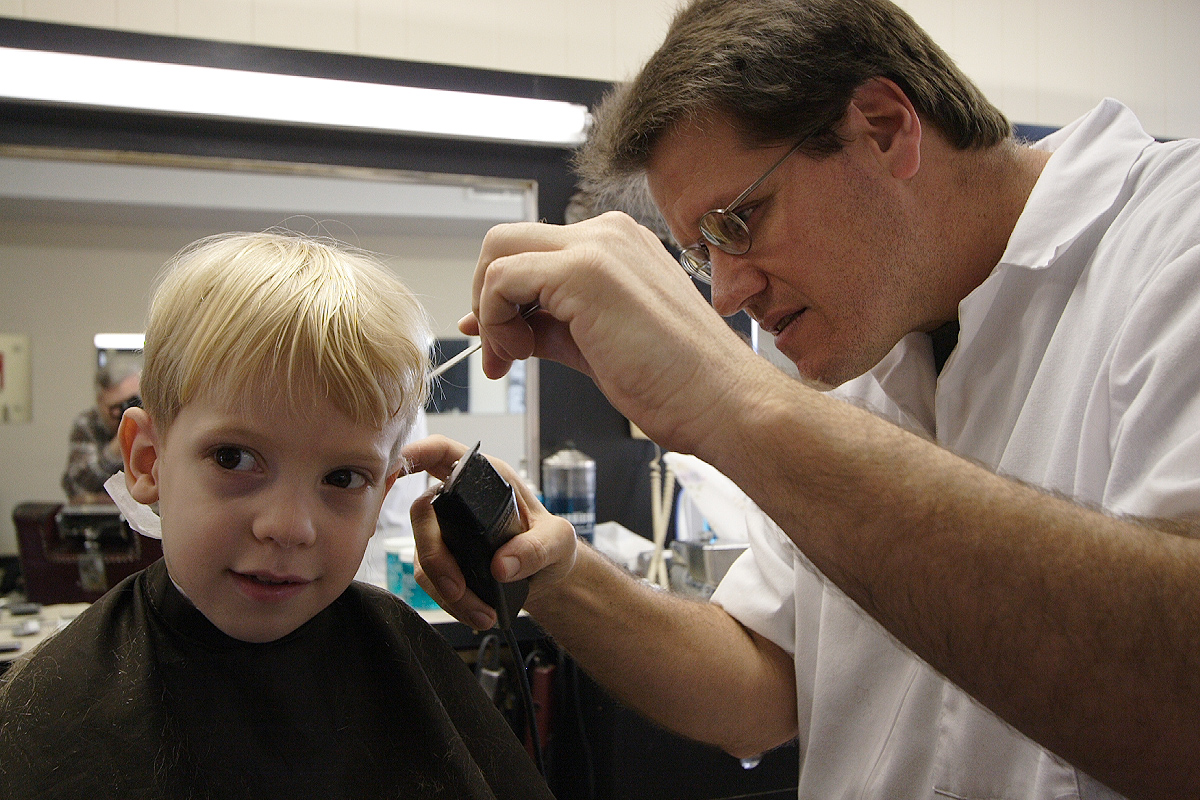
En frisör utför en hårklippning på en pojke.

Hårklippning är nedkortning av huvudhår och med hjälp av redskap som sax, kam och hårtrimmer. Vid hårklippning kan man skapa frisyrer. Då andra hår klipps talar man ofta om rakning eller ansning.
Hårklippning kan utföras i en frisörstol av en frisör.